# Illa de São Jorge
L'Illa de São Jorge es troba al mig del grup central de les illes Açores, separada de l'Illa de Pico per un estret de 15 km - o Canal de São Jorge. La superfície de l'illa és de 237,59 km² amb una població de 10.500 habitants (2001).
Administrativament, l'illa té dos municipis (concelhos): el de Calheta, amb 5 freguesias (parròquies), i Velas, amb 6 freguesias. A l'illa hi ha tres viles: das Velas, da Calheta i Topo.

## Geografia
Està travessada per una serralada que arriba a una altitud màxima de 1.053 metres, al Pico da Esperança. La costa és en general rocosa i escarpada.

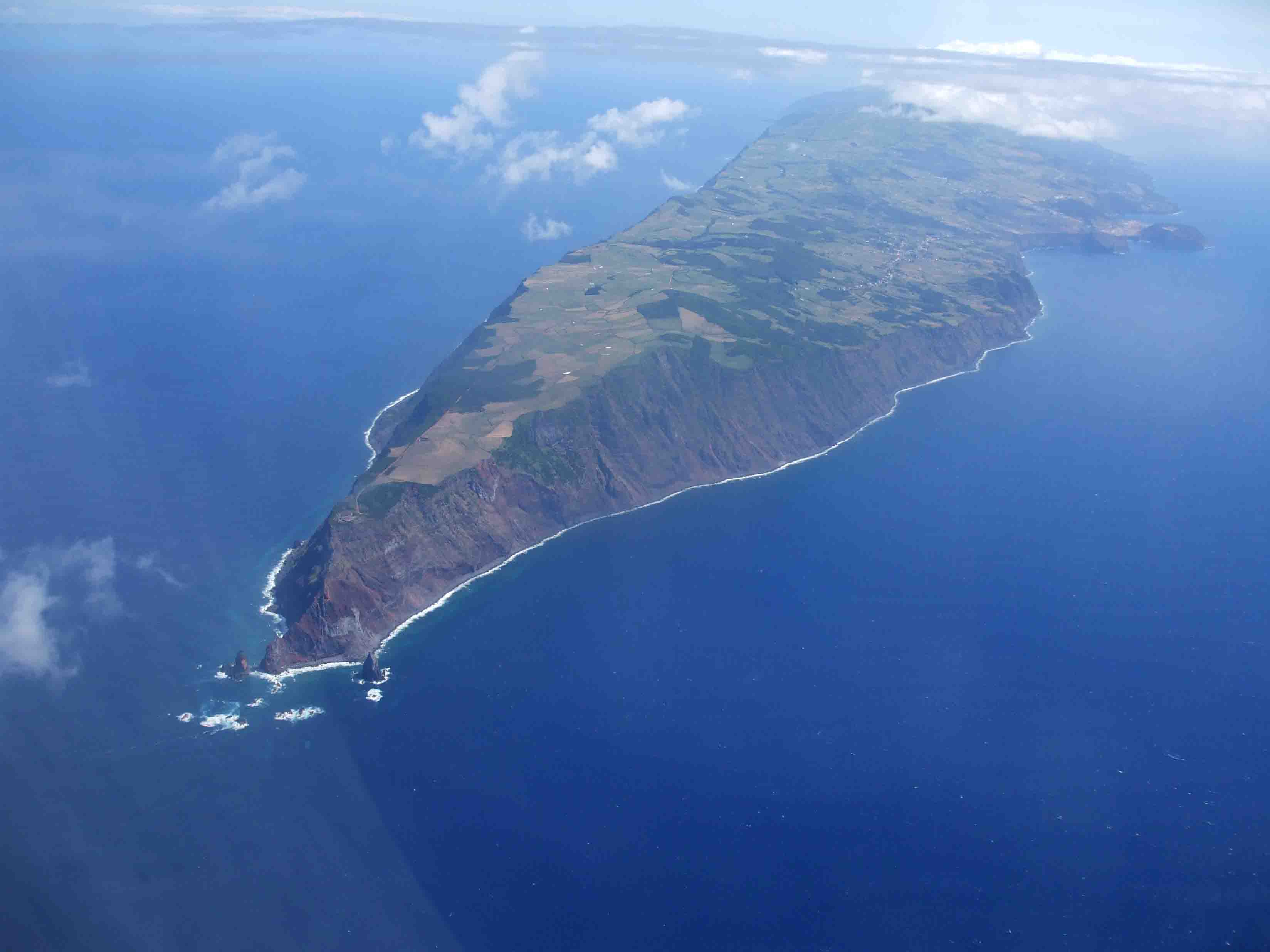
Ponta dos Rosais.

El seu origen està lligat al vulcanisme que va donar diverses erupcions en línia recta i en resten els cràters.

## Història
Aquesta illa apareix sense identificació al "Portolà Mediceo Laurenziano" (Atles Laurentino, Atles Mideceu), de 1351, actualment a Florència. Més tard en l'Atles Català de cap a 1375, ja apareix amb el seu nom (Sant Jordi). Tradicionalment s'accepta la data de 23 d'abril (diada de Sant Jordi) de 1439 como data probable del descobriment pels portuguesos.
El seu poblament es faria cap a 1460. El noble flamenc Willem van der Hagen (Guilherme da Silveira), cap a 1480 s'establí a Topo.
l'economia es basà en l'agricultura de blat, moresc complementada per la vinya. També es produïen tints que s'exportaven principalment a Flandes.
Els pirates i els corsaris atacaren sovint l'illa, a vegades esclavitzant els seus habitants (1625) 
El 1757 hi va haver un gran terratrèmol que causà 1.000 morts, seguit d'un lleu tsunami.